# Spähpanzer 2 Luchs
Le Spähpanzer 2 Luchs (Lynx en français) est un véhicule blindé de reconnaissance amphibie à huit roues motrices conçu par Daimler-Benz et qui fut utilisé par la Bundeswehr de 1975 à 2009. Le nom Luchs est un hommage au véhicule de reconnaissance chenillé PzKpfw II Ausf. L Luchs utilisé durant la Seconde Guerre mondiale.

## Historique

### Développement
En 1964, le ministère fédéral de la Défense lance un programme pour une famille de véhicules blindés à roues 4×4, 6×6 et 8×8. Deux projets seront développés par  Daimler-Benz et par un consortium formé par Büssing, Klöckner-Humboldt-Deutz , Krupp, MAN et Rheinstahl-Henschel. Le blindé 8×8 doit remplacer les chars légers M41 Walker Bulldog et le véhicule blindé chenillé de reconnaissance Hotchkiss SPz 11-2 Kurz. Les essais des prototypes organisés par les constructeurs respectifs eurent lieu en 1967 et les essais comparatifs entre les différents prototypes furent organisés en avril de l'année suivante au WTD 41 à Trèves. Le prototype de Daimlez-Benz sorti vainqueur de la compétition en 1969 et son développement continua jusqu'en décembre 1973 ou le ministère fédéral de la Défense passa une commande de quatre-cent huit exemplaires.

### Histoire opérationnelle

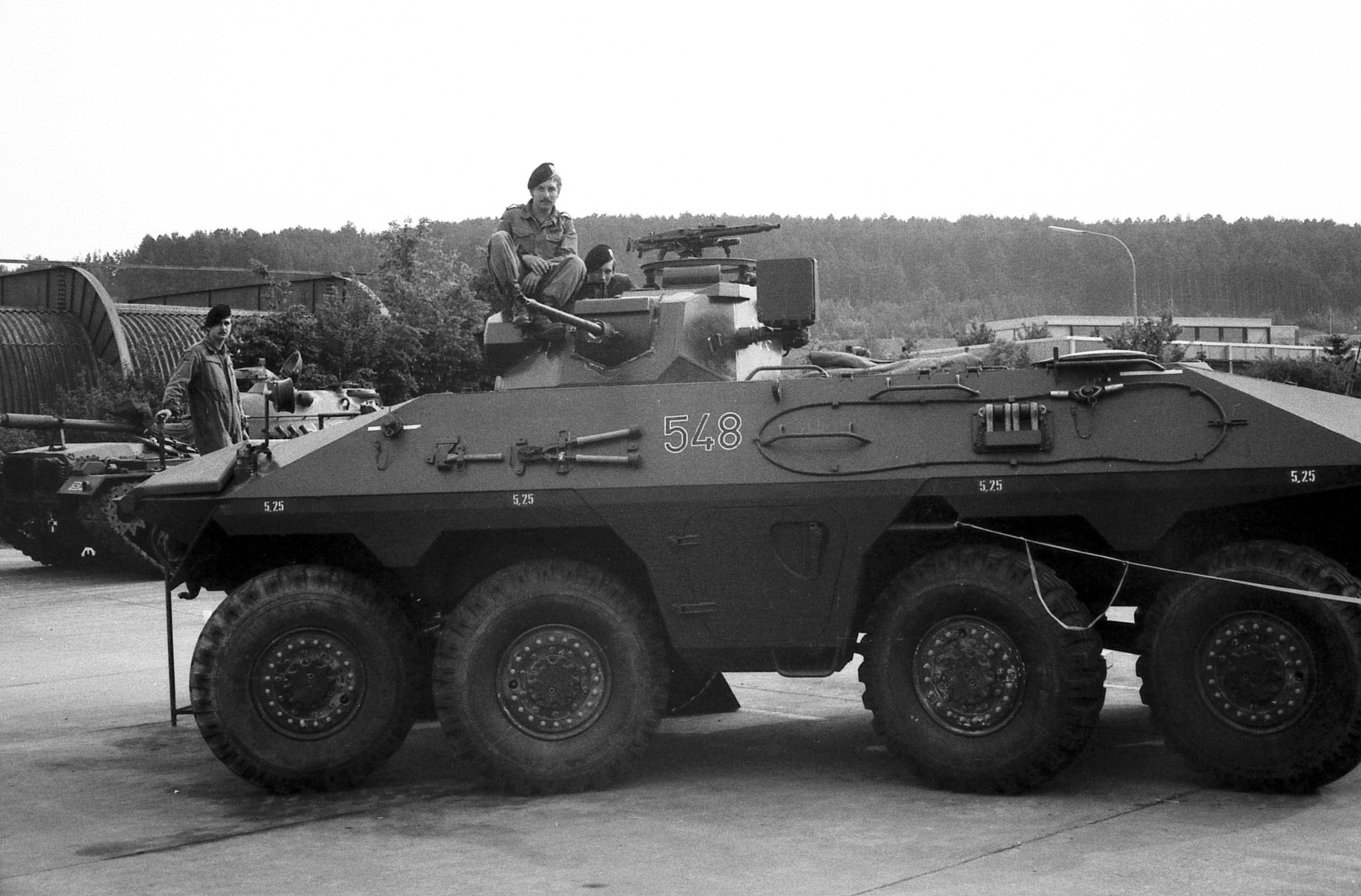
Un Luchs ouest-allemand en 1978 dans une caserne de Külsheim.

## Caractéristiques techniques

### Armement

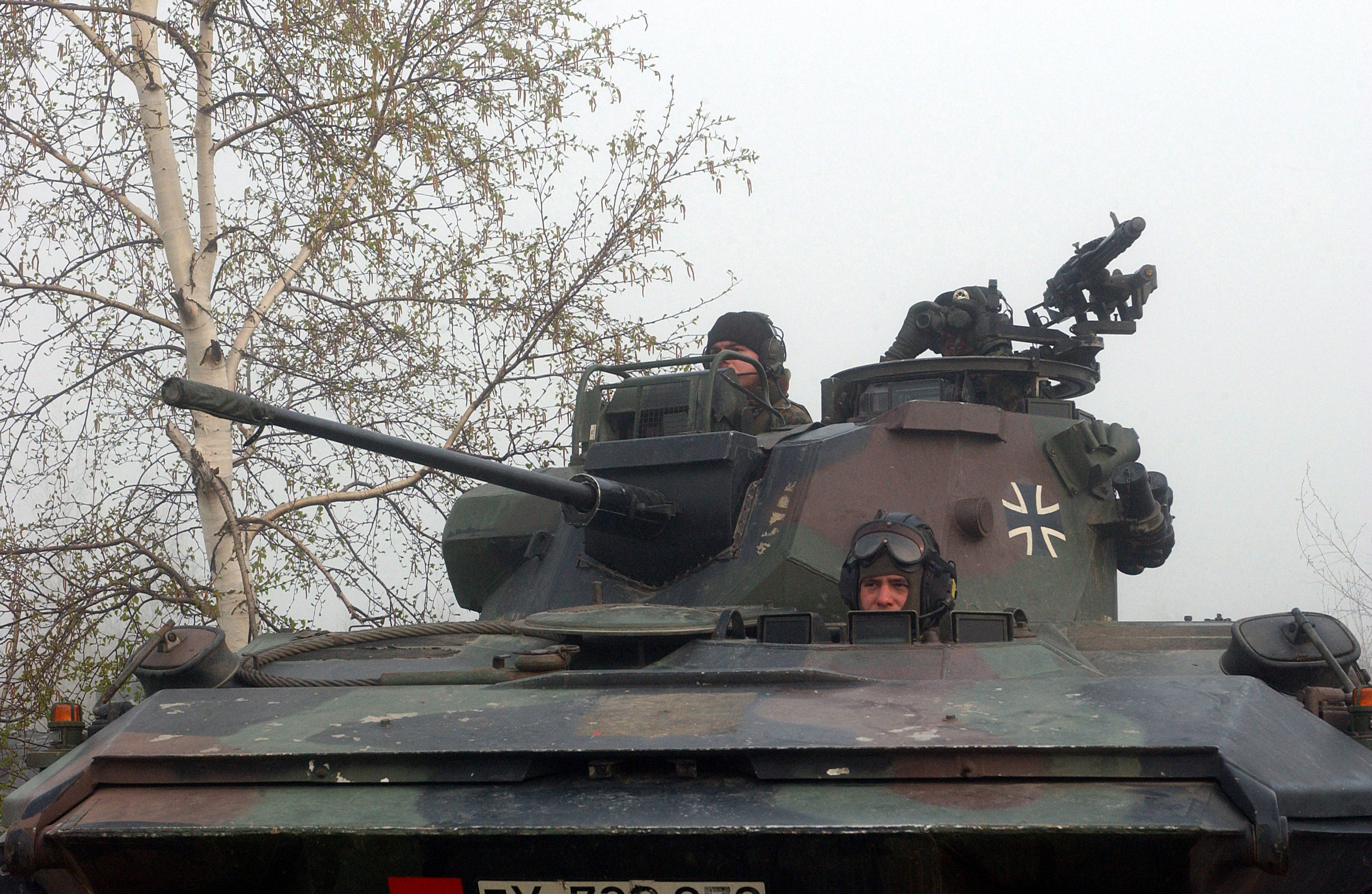
Tourelle TS-7 d'un Luchs en 2002 en Bosnie.

La tourelle biplace Rheinmetall TS-7 est armée d'un canon-mitrailleur MK 20 Rh 202 DM5 de 20 mm, également conçu par Rheinmetall. L'armement est pointé à l'aide de moteurs hydrauliques et le canon possède un débattement en site de -15° à +69°. Le canon possède une double alimentation et est donc alimenté par deux bandes de cartouches, une de trois cent obus explosifs et une de soixante-quinze obus perforants.
Une mitrailleuse MG3 de calibre 7,62 mm montée sur la tourelle vient compléter l'armement principal.

Spähpanzer 2 LUCHS emporte un total de mille cartouches de 7,62 mm et cinq cent obus de 20×139mm, trois septante-cinq sont prêts au tir et cent-vingt cinq sont logés dans des râteliers entre le panier de la tourelle et la cloison du compartiment moteur.
La gamme de munitions de 20 mm comprend :
- DM43A1 : un obus perforant incendiaire de 111 g possédant une vitesse initiale de 1 100 m/s.
- DM48A1 : une munition d'exercice de 120 g possédant une vitesse initiale de 1 045 m/s.
- DM51A2 : un obus explosif à fragmentation de 120 g possédant une vitesse initiale de 1 045 m/s.
- DM63 : un obus perforant sous calibré à sabot détachable de 108 g possédant une vitesse initiale de 1 150 m/s. Cette munition est entrée en dotation à la fin des années 1980.
- DM78A1 : une munition d'exercice désintégrante de 120 g possédant une vitesse initiale de 1 045 m/s. Afin de réduire sa portée sur le champ de tir, elle se désintègre après avoir parcouru une certaine distance.
- DM81 : un obus explosif à fragmentation de 120 g possédant une vitesse initiale de 1 045 m/s.

| Calibre        | Nom de la munition | Type de munition                                      | Vitesse initiale | Zone de sécurité | Pénétration  |
| -------------- | ------------------ | ----------------------------------------------------- | ---------------- | ---------------- | ------------ |
| 20 mm x 139 mm | DM51A2             | HE (high-explosive ou hautement explosif en français) | V° 1040 m/s      | 6 300 m          |              |
| 20 mm x 139 mm | DM81               | HE (high-explosive ou hautement explosif en français) | V° 1040 m/s      | 6 300 m          |              |
| 20 mm x 139 mm | DM43               | AP-T (Armour Piercing Tracer)                         | V° 1100 m/s      | 6 200 m          | 40 mm/1000 m |
| 20 mm x 139 mm | DM63               | APDS-I (Armor-piercing discarding-sabot Incendiary)   | V° 1100 m/s      | 11 000 m         | 44 mm/1000 m |
| 20 mm x 139 mm | DM48               | Obus d'entraînement à portée réduite                  | V° 1045 m/s      | 3 500 m          |              |

### Conduite de tir et moyens d'observation
- Le tireur et le chef d'engin possèdent tous les deux un viseur périscopique monoculaire Leitz PERI-Z-11 A1 possédant deux grossissement ×2 et ×6.

### Mobilité

#### Moteur
Le moteur polycarburant Daimler-Benz OM 403 VA est monté en position centre droite, derrière la tourelle. Ce moteur V10 à refroidissement liquide possède une cylindrée de 15,95 ℓ. Il possède un système d'injection directe et est suralimenté par turbocompresseur. Sa puissance varie en fonction du carburant utilisé, 389 ch en utilisant de l'essence et 300 ch avec du Diesel. Son couple maximal de 1 078 N m (essence) et 1 343 N m (Diesel), tous deux atteint au régime de 1 600 tr/min.
La poutre de ventilation se situe à l'arrière du châssis.
Un effort a été porté sur l'isolation acoustique du compartiment moteur et au niveau du pot d'échappement rendant le Spähpanzer 2 Luchs particulièrement silencieux.
Deux hélices Schottel montées à l'arrière du châssis assurent le déplacement du véhicule dans l'eau jusqu'à une vitesse de 10 km/h.

#### Transmission
Le moteur débite sa puissance dans une boîte de vitesses ZF 4 PW 95 H conçue par la ZF Friedrichshafen. Elle a la particularité de posséder quatre rapports en marche avant et quatre en marche arrière. Le passage des rapports s'effectue sous couple.

#### Train de roulement
Le Spähpanzer 2 Luchs possède huit pneumatiques de 14,00 × 20 pouces.
La direction de l'engin peut s'effectuer via les quatre essieux jusqu'à une vitesse de 30 km/h. Le rayon de braquage avec les quatre essieux n'est que de 5,75 m et de 9,5 m avec deux essieux.

### Protection
L'avant de la caisse et de la tourelle du Spähpanzer 2 Luchs sont conçus pour résister à des tirs d'obus perforants incendiaires DM43 de 20 mm dans un secteur frontal de 30° à droite et à gauche de l'avant du véhicule. Les flancs de l'engin sont à l'épreuve des balles de 7,62 mm et ils renferment des caissons de flottaison remplis de mousse à base de polyuréthane.

### Versions
- Luchs A1 : équipée de radios SEM80/90 de nouvelle génération en 1985.
- Luchs A2 : Luchs A1 dotée, en 1985, d'une caméra thermique permettant le tir et l'observation de nuit.

## Galerie d'images

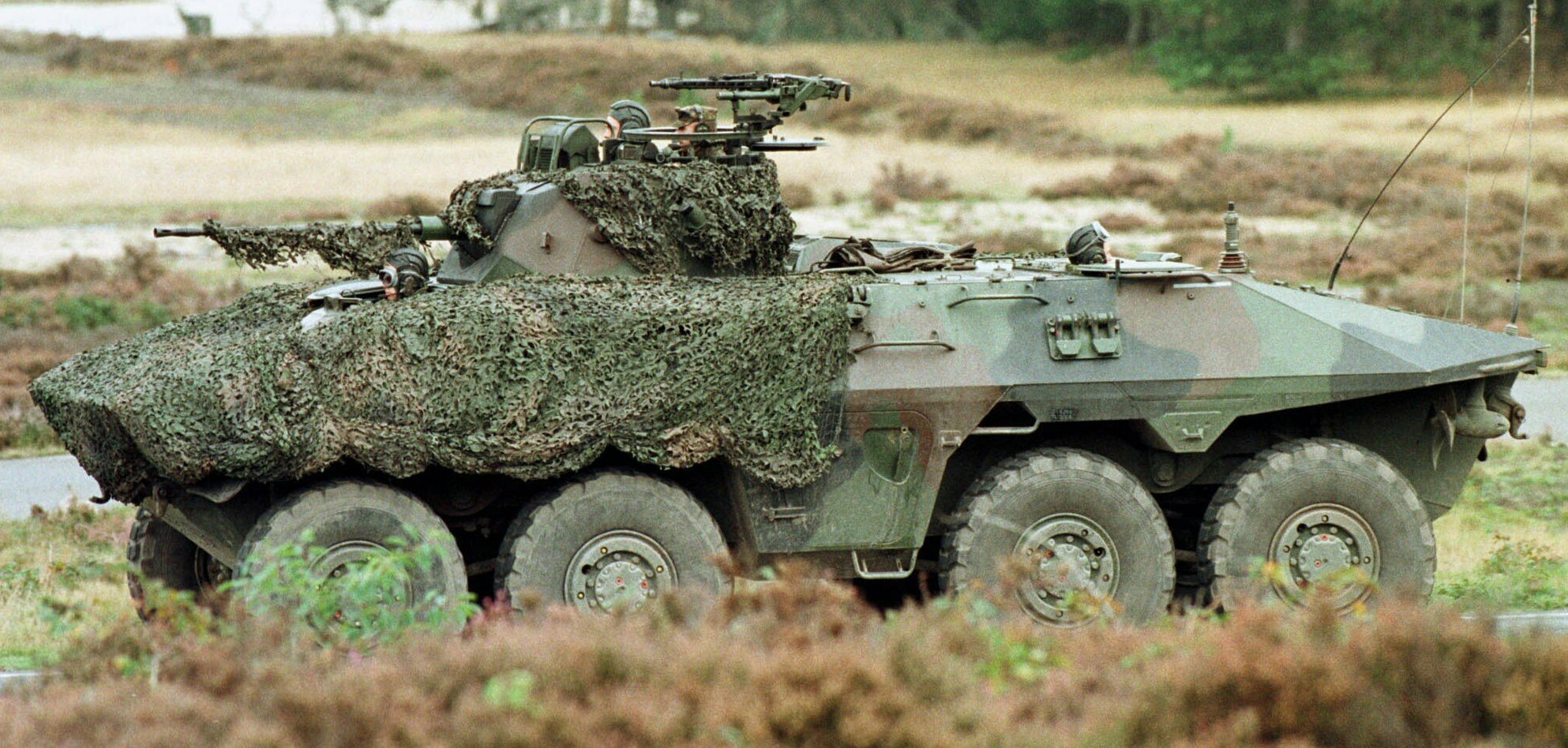
Un Luchs dans un terrain de manœuvres à Utrecht en 1997

## Culture populaire

### Films
- Visible dans le téléfilm Allemand Helden – Wenn dein Land dich braucht

### Jeux vidéo
- Le Spähpanzer 2A2 Luchs[4] jouable dans War Thunder depuis la mise à jour "Firebirds".